# شهباز شکم‌سفید
شهباز شکم‌سفید (نام علمی: Accipiter haplochrous) نام یک گونه از سرده بازها است. این گونه بوم‌زاد کالدونیای جدید می‌باشد. زیستگاه طبیعی این پرنده شامل جنگل‌ها، گرم‌دشت‌ها می‌باشد. این گونه با خطر نابودی زیستگاه روبرو است.